# Katrin Lohmann
Katrin Lohmann is een Vlaams actrice, dramatherapeute en schrijfster geboren in Duitsland.

## Biografie
Lohmann is van opleiding een dramatherapeute. Ze voltooide haar opleiding in 2003 aan de Hogeschool voor Creatieve therapie Arnhem & Nijmegen. In 2008 voltooide ze haar opleiding aan het Herman Teirlinck Instituut, afdeling Kleinkunst met als afstudeerproject Käthes Schmerz, een muziektheatervoorstelling over haar Duitse grootmoeder Käthe.
Ze maakt muziek en speelde in tientallen theaterproducties en enkele televisieseries. In bijberoep is ze dramatherapeute en psychotherapeute op de psychiatrische vleugel van de gevangenis van Antwerpen. Lohmann doceert dramatherapie aan de Campus Naturalis Akademie in Berlijn en is als extern stagebegeleider voor de studenten dramatherapie verbonden aan de Arteveldehogeschool in Gent.

## Televisiewerk
Lohmann speelde Ulrike Moltman, het bloemenmeisje in De Ronde van Jan Eelen uit 2011. In 2011 had ze ook een gastrol in Code 37, in 2013 in Aspe. In 2015 en 2016 had ze de rol van Femke Lesage in enkele afleveringen van Professor T. van Indra Siera, Tim Mielants en Gijs Polspoel. In 2016 vertolkte ze de rol van Fonda Beckers in Callboys van Jan Eelen en was ze rechercheur Marion Schneider in Beau Séjour van Nathalie Basteyns en Kaat Beels. In 2018 is ze te zien in Salamander 2 als Chrissie Müller. In 2020 deed ze mee als psychotherapeute aan Het Leven.doc, een programma van Woestijnvis gehost door Thomas Huyghe voor VRT NU.

## Andere
In 2009 had Lohmann een rol in Orgy of Tolerance van Jan Fabre en diens theatergezelschap Troubleyn. In 2011 verscheen Lohmanns eerste boek On Some Things: Eight Contemplations, een kruising van een stripalbum, een essay en een relatieroman.
In 2012 creëerde ze bij Theater Zuidpool mee het stuk Réunion waarmee ze twee seizoenen rondtoerden. Op 10 november 2012 stelde ze haar nieuwe publicatie voor: As it is done - 57 contemplations, die werd uitgegeven door Mer Paper Kunsthalle / Luc Derycke. In datzelfde jaar begon ze met het NTGent aan Platonov met hernemingen van 2013 tot 2016.
In 2014 speelde ze met Liesa Van der Aa en Louisa's Daughter Company in WOTH. De productie werd hervat in 2015 en 2016. In 2015 speelde ze een rol in de kortfilm Nymphet van Laura Hermanides.
Voor Radio Centraal maakte Lohmann als dramatherapeute samen met de geïnterneerden van vleugel F, de psychiatrische afdeling van de gevangenis van Antwerpen Radio Begijnenstraat, een reeks doe-het-zelf-uitzendingen. De programmareeks kreeg ook aandacht op Radio 1.

## Trivia
- In 2017 deed Lohmann mee aan de televisiequiz De Slimste Mens ter Wereld.

- International Standard Name Identifier: 0000 0003 9614 7041
- MusicBrainz: 612c5e49-378b-4b21-b7e3-26464e6cd3b6
- Nederlandse Thesaurus van Auteursnamen: 289004144
- Virtual International Authority File: 290996296